# Wolf Aichelburg
Wolf von Aichelburg (de fapt, Wolf Freiherr von Aichelburg; n. 3 ianuarie 1912, Pula,  Croația (pe atunci parte a Imperiului Austro-Ungar) – d. 24 august 1994 (înecat lângă Mallorca), a fost un scriitor, poet, traducător și compozitor german din România. A activat între 1918 și 1981, în special la Sibiu.
În România a publicat și sub pseudonimul Toma Ralet.  A fost și un bun traducător în germană a lui Mihai Eminescu, Lucian Blaga, George Bacovia, Vasile Voiculescu, Ion Pillat, Basil Munteanu (Istoria literaturii moderne române).

## Biografie
Tatăl lui Wolf von Aichelburg a fost căpitan de fregată în Marina Imperială Austro-Ungară. În 1919 tatăl său a intrat în serviciul Marinei Române la Galați, iar în 1922 toată familia s-a mutat la Sibiu.
Primele scrieri le realizează la 16 ani. Debutează în Siebenbürgisch-Deutsches Tageblatt la Sibiu.
A colaborat și la revista Klingsor a germanistului Heinrich Zillich. După 1945 numerele apărute până în 1939 ale acestei reviste au fost interzise din cauza carierei naziste a lui Zillich.
A publicat primele eseuri în limba română în „Revista Fundațiilor Regale” și a colaborat la „Revista Cercului Literar” semnând cu pseudonimul Toma Ralet.
A urmat liceul la Sibiu, pe care l-a terminat în 1929. A fost apoi profesor la liceele din Sibiu și Mediaș. Între 1940 și 1944, pe timpul conducerii antonesciene, Wolf Aichelburg a fost traducător la Ministerul Propagandei din București, activitate care a devenit după 1945 un aspect sensibil din biografia sa.
A fost arestat și condamnat de două ori:
- între anii 1948-1952, pentru încercarea de a fugi din România. A fost prins și acuzat de deținere de devize, astfel că a fost condamnat și a petrecut trei ani (1949-1951) în penitenciarele Arad, Caransebeș și Aiud. Între 1952 și 1956 s-a aflat la Măicănești, în Moldova, cu domiciliu forțat.[4] Datorită atmosferei create de Revoluția ungară din 1956, i-a fost ridicat domiciliul forțat.[6]
- a doua oară în 1959, în calitate de coautor în lotul procesului scriitorilor germani. Pe 19 mai 1959 a fost din nou arestat, iar pe 15 septembrie 1959 a fost condamnat la 25 de ani de muncă silnică și 10 ani de degradare civică pentru uneltire contra ordinii sociale prin agitație. A fost închis în penitenciarul Gherla. În anul 1962, Colegiul Militar al Tribunalului Suprem al R.P.R. a redus pedeapsa lui v. Aichelburg la 3 ani și 4 luni închisoare corecțională și 4 ani interdicție corecțională. De asemenea, instanța a dispus punerea sa în libertate, deoarece pedeapsa fusese executată. Lui Wolf Aichelburg i s-a stabilit din nou domiciliu forțat, de această dată la Rubla, județul Brăila.[4]

Procesul scriitorilor germani, terminat în septembrie 1959 la Brașov (pe atunci „Orașul Stalin”), a avut ca rezultat condamnarea (la un total de 95 de ani de muncă silnică și confiscarea averilor și anularea drepturilor civile) a grupului Andreas Birkner, Wolf von Aichelburg, Georg Scherg, Hans Bergel și Harald Siegmund, pentru „infracțiunea de instigare împotriva ordinii sociale și agitație”, unul din capetele sale de acuzare fiind și poezia sa nepublicată Die rote Lüge (Minciuna roșie). Alte probe ale acuzării privind activitatea sa literară, considerată reacționară, includeau poezia Die Mauern von Jericho (Zidurile Ierihonului) și povestirile-fabulă din volumul Ratten von Hameln (Șobolanii din Hamelin”).
Martorul principal al acuzării a fost scriitorul Eginald Schlattner..
În urma curentului de „liberalizare” din anii 1960, în prima etapă, în 1962, au fost eliberați din închisoare Harald Siegmund și Georg Scherg. Apoi, în urma decretului 411/1964, când au fost eliberați circa 100.000 de deținuți politici, au fost eliberați și Andreas Birkner, Hans Bergel și Wolf von Aichelburg, fără nici un fel de explicații.
În anii 1970 a fost din nou hărțuit de Securitate, fiind bănuit că ar fi întreținut relații homosexuale (lucru pedepsit de lege în acea perioadă), dar a putut emigra în 1981 în Republica Federală Germania și s-a stabilit la Freiburg i. Br. După emigrarea în RFG a colaborat cu numeroase reviste, inclusiv cele ale diasporei române din Occident, cu „Radio Europa Liberă” și a făcut traduceri din literatura română.
Încă din anul 1970 a purtat o vastă corespondență cu Emil Cioran, pe care l-a cunoscut dinainte de război.
Wolf von Aichelburg a murit la 24 august 1994, înecat în Marea Mediterană, la țărmul insulei Mallorca, în dreptul malului stâncos al localității Banalbufar, unde ieșise în zori să înoate.
Neavând urmași direcți, o parte din manuscrisele lui Wolf von Aichelburg au fost donate unei arhive din München, iar biblioteca lui din Freiburg s-a împrăștiat.

## Scrieri
- Herbergen im Wind: Versuri. - București: Literaturverlag, 1969
- Ratten von Hameln Versuri. - București: Literaturverlag, 1969
- Lyrik, Dramen, Prosa. - Editura Kriterion, București, 1971
- Vergessener Gast: Versuri. - Cluj : Dacia-Verlag, 1973
- Fingerzeige: Eseuri. - Cluj : Dacia-Verl., 1974
- Pontus Euxinus: Versuri. - Editura Kriterion, București, 1977
- Lumina din Umbria, 295 pagini, Editura Kriterion, 1979
- Aller Ufer Widerschein : Versuri. - Innsbruck: Wort-und-Welt-Verlag, 1984. - ISBN 3-85373-079-5
- Anhalter Bahnhof: Versuri. - Innsbruck: Wort-und-Welt-Verlag, 1985. - ISBN 3-85373-094-9
- Corrida : Versuri. - Innsbruck: Wort-und-Welt-Verlag, 1987. - ISBN 3-85373-104-X
- Der Brand des Tempels: Dramaturgie. - München : Ed. Arnshaugk, 1993. - ISBN 3-926370-20-3
- Gedichte/Poezii - Ed. Hermann, 1996  ISBN  9739728545, traducere de Dan Dănilă
- Criza sufletului modern în poezie și alte scrieri românești, Editura Eikon, Cluj-Napoca, 2010 ; ISBN 978-973-757-340-7. Cartea, apărută grație eforturilor lui Dan Damaschin și Ioan Milea, adună cea mai mare parte dintre textele românești ale lui Wolf von Aichelburg, apărute, de-a lungul anilor, în cuprinsul unor volume sau al unor reviste la care a colaborat.[14]

## Traduceri
- Geschichte der neueren rumänischen Literatur („Istoria literaturii moderne române”) de Basil Munteanu, traducere din franceză de Wolf von Aichelburg, Viena, 1934
- Magische Liebe („Iubire magică”), proză de Vasile Voiculescu, volum apărut în 1970 a fost premiat de Uniunea Scriitorilor.
- Gedichte („Poezii”) de Mihai Eminescu, Fundația Culturală Română, Madrid, 1989
- Cele mai frumoase poezii (ediție bilingvă cu traduceri din George Bacovia), 237 pagini, Editura Albatros, 1972
- Gedichte („Poezii”), tălmăciri din lirica lui Ion Pillat, 100 pagini, 1976

Cărți bilingve de poezie de Lucian Blaga, Ștefan Augustin Doinaș și Radu Stanca și traduceri din George Bacovia, Ion Barbu și Tudor Arghezi.

## Editor
- Der Leise Strom: Gedichte, Erzählungen, Essays (Auslandsdeutsche Literatur der Gegenwart), 327 pagini, Editura Olms, 1993

## Prezent în antologii
- Scriitori germani din România de după 1945, antologia bilingvă,  Editura Curtea Veche, 2012 ISBN 978-606-588-325-3[15]
- Laura Balomiri (editor): Hermannstadt/Sibiu, 200 pagini, Wieser Verlag, 2013, ISBN 978-3-85129-676-1 [16]